# Olympische Sommerspiele 1912/Tauziehen
Bei den Olympischen Sommerspielen 1912, offiziell Spiele der V. Olympiade genannt, in der schwedischen Hauptstadt Stockholm fand ein Mannschaftswettbewerb im Tauziehen statt. Austragungsort war das Olympiastadion.

## Medaillenspiegel

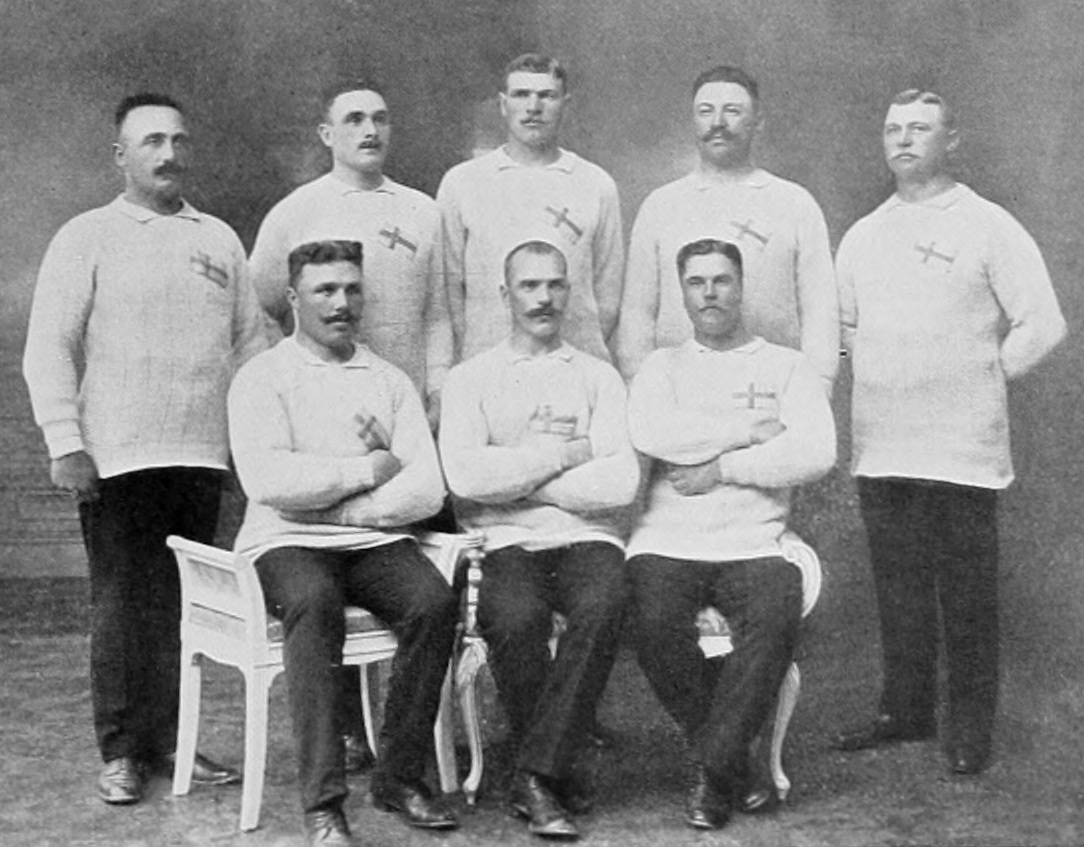
Die Tauziehmannschaft der Stockholmer Polizei

| Platz  | Land           | Gold | Silber | Bronze | Gesamt |
| ------ | -------------- | ---- | ------ | ------ | ------ |
| 1      | Schweden       | 1    | –      | –      | 1      |
| 2      | Großbritannien | –    | 1      | –      | 1      |
| Gesamt | Gesamt         | 1    | 1      | 0      | 2      |

## Ergebnisse
| Platz | Land | Sportler |
| ----- | ---- | --- |
| 1     | SWE  | Stockholmspolisen Arvid Andersson, Adolf Bergman, Johan Edman, Erik Algot Fredriksson, August Gustafsson, Carl Jonsson, Erik Larsson, Herbert Lindström |
| 2     | GBR  | City of London Police Walter Chaffe, Joseph Dowler, Frederick Humphreys, Mathias Hynes, Edwin Mills, Alexander Munro, John Sewell, James Shepherd       |

Datum: 8. Juli 1912